# Jelcz M11

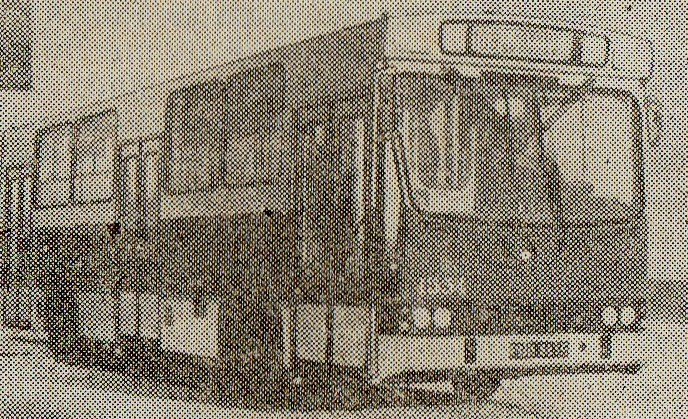
Próbna jazda w Poznaniu – 17 stycznia 1985

Jelcz M11 – polski wysokopodłogowy autobus miejski produkowany przez Jelczańskie Zakłady Samochodowe w Jelczu (obecnie w Jelczu-Laskowicach) w latach 1985–1990. Od strony konstrukcyjnej był połączeniem zmodyfikowanego nadwozia Jelcza PR110 z podwoziem Ikarusa 260. Przez cały okres produkcji w konstrukcji nie zachodziły istotne zmiany. Model powstał z powodu kryzysu i szukania oszczędności dewiz potrzebnych na zakup autobusów za granicą, przez co był traktowany jako rozwiązanie pośrednie.

## Historia

### Geneza
Na początku lat 70. XX wieku władze Polskiej Rzeczypospolitej Ludowej podjęły decyzję o modernizacji taboru komunikacji miejskiej. W tym celu już w latach 1970–1972 na warszawskich ulicach rozpoczęto testy modeli: węgierskiego Ikarusa 242, zachodnioniemieckiego Magirusa-Deutza M170-S11H, francuskiego Berlieta PR100, włoskiego FIAT-a 420A, brytyjsko-duńskiego Leylanda Lidrta 12/4 Worldmastera, hiszpańskiego Pegaso 5023, japońskiego Hino RC620 i czechosłowackiej Karosy ŠM11. Zwycięzcą został Berliet PR100. Od początku model ten był uważany za przejściowy, gdyż ze względu na większe potrzeby przewozowe planowano go wydłużyć poprzez dodanie jeszcze jednej pary drzwi. Nowy Jelcz PR110 był autobusem 12-metrowym wyposażonym w trzy pary drzwi. Pojazdy te były wykonywane w 50% z części sprowadzanych z Francji.
Kryzys lat 80. XX w. spowodował, iż władze PRL nie miały walut obcych na zakup części do tych pojazdów. Sprowadzane z zagranicy części do jednego autobusu według cen z początku 1984 kosztowały 2000 dolarów amerykańskich. Nie mogły one zostać zakupione w polskich fabrykach. Dodatkowo fabryka silników WSK Mielec mogła produkować maksymalnie 1000 silników rocznie. Postanowiono więc rozpocząć współpracę z Węgierską Republiką Ludową. Umowa handlowa pomiędzy PRL a WRL, podpisana w Warszawie 24 października 1983, zakładała dostawy do polskich miast autobusów Ikarus 260 oraz podwozi Csepel 260.88 (które były wykorzystywane między innymi w autobusach Ikarus 260). W zamian strona węgierska otrzymywała Fiaty 125p i 126p oraz ciężarówki Star. Zgodnie z umową WRL miała dostarczyć w latach 1986–1990 około 1500 kompletnych podwozi wraz z układem jezdnym. Już wówczas stwierdzono, że Jelcze M11 (początkowo nazwane Jelczami M110) miały być rozwiązaniem przejściowym, a ich produkcja miała zostać ukończona w momencie pojawienia się produkowanych w całości przez polski przemysł Jelczy M120. Problemy z eksploatacją i awaryjność Jelczy M11 przyspieszyły prace nad tym pojazdem.

### Produkcja
Nowy autobus Jelcz M11 oparto na kratownicy podwoziowej firmy Csepel wraz z silnikiem. Nadwozie przejęto po nieznacznych modyfikacjach z Jelcza PR110. Pierwszy prototyp powstał w roku 1983. Podczas testów prototypu w Budapeszcie naukowcy z miejscowej politechniki wykonali komputerowe testy wytrzymałościowe elementów konstrukcji. Produkcja seryjna Jelczy M11 ruszyła w 1984. Nowe autobusy produkowane były równolegle z Jelczami PR110, a do 1986 nawet z Jelczem 043. W 1990 zakończono produkcję Jelcza M11; wyprodukowano w sumie około 2600 sztuk.

### Eksploatacja
Jelcze M11 trafiały do większości przedsiębiorstw przewozowych w kraju z wyjątkiem Warszawy. Poza przewoźnikami miejskimi można je było spotkać w PKS-ach (np. PKS Kłodzko czy PKS Kamienna Góra). Do Warszawy Jelcze M11 trafiły w latach 90., gdzie były głównie eksploatowane przez prywatnych przewoźników. W latach dziewięćdziesiątych używane egzemplarze trafiły do Rosji.

### Modernizacja
W Jelczach M11 modernizowano głównie detale nadwoziowe, takie jak ściana przednia lub tylna. Specjalizowały się w tym zakłady w Solcu Kujawskim i w Kapenie, gdzie montowano ściany przednie i tylne od autobusów Jelcz 120M. W przypadku jednostek napędowych modernizacje były rzadsze i zdarzał się montaż silników Raba D10UTS. Rozważano przystosowanie autobusu do przewozu osób niepełnosprawnych poprzez obniżenie podłogi za drugą osią, ale pomimo tego, że jest to technicznie wykonalne, to nie zrobiono tego (w przeciwieństwie do Ikarusów 260/280, gdzie na Węgrzech i w Bułgarii wykonano kilka takich modernizacji).

## Konstrukcja
Przez cały 6-letni okres produkcji w modelu nie zachodziły praktycznie żadne istotne zmiany.

### Podwozie

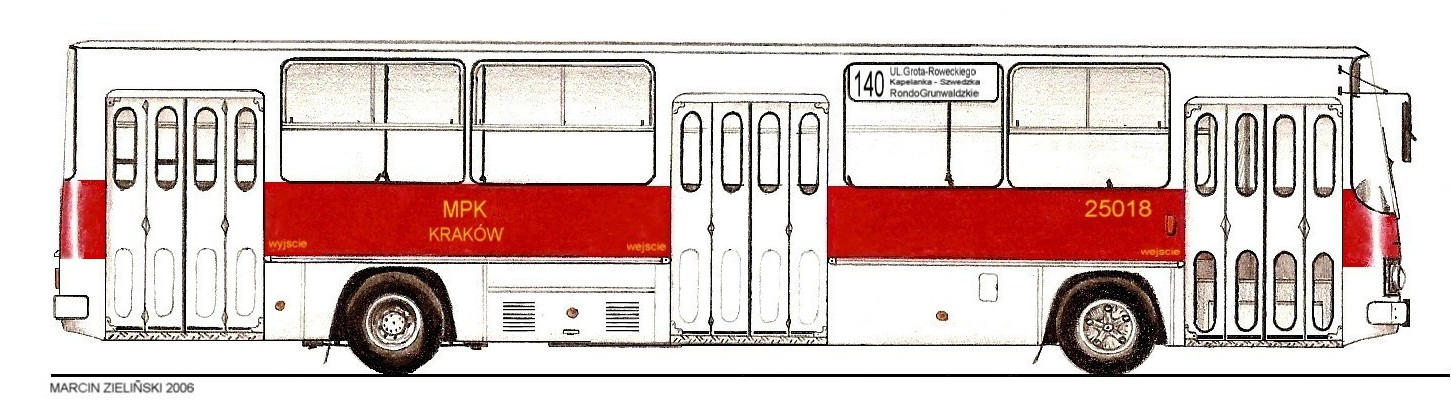
Ikarus 260

Jelcze M11 wyposażone były w węgierskie podwozia Csepel 260.88 lub 260.98. Te same kratownice podwoziowe stosowane były również w autobusach Ikarus 260. Pojazdy cechowały się wysoką podłogą.

#### Układ napędowy
Autobus napędzany był przez sześciocylindrowy rzędowy silnik wysokoprężny RABA-MAN D2156HM6U o pojemności 10 350 cm³ i maksymalnej mocy 192 KM. Jednostka napędowa umożliwiała osiągnięcie maksymalnej prędkości 82 km/h. Silnik był umieszczony na środku pojazdu.
Napęd przenoszony był za pomocą 5-biegowej manualnej skrzyni typu Csepel ASH 75.2. Ze skrzyni biegów moc silnika była przenoszona za pomocą wału napędowego produkcji Gewes z NRD. Wał napędzał tylny most z firmy Raba. W autobusie zastosowano tylny most RABA 118 stosowany w Ikarusach od 1984 roku (wcześniej stosowano most Raba 018, aczkolwiek pierwsze prototypy M11 miały most 018).

#### Układ kierowniczy
W autobusie Jelcz M11 zastosowano kolumnę kierowniczą Csepel-Bendiberica. Ta modernizacja nastąpiła równolegle z ikarusami 260 i 280, gdzie zastąpiono starsze kolumny firmy Csepel (model 069). Oś przednia LiAZ A4 była produkowana przez radzieckiego LiAZa. Układ kierowniczy, mimo tego samego producenta, nie jest taki sam jak w Ikarusach 260 i 280.

#### Zawieszenie i układ hamulcowy
Jelcz M11 miał zawieszenie pneumatyczne pochodzące z Ikarusa 260. Przednia oś była zawieszona na dwóch miechach powietrznych, natomiast tylna na czterech miechach powietrznych tego samego typu. Zawieszenie było zasilane w sprężone powietrze za pomocą sprężarki Csonka lub Knorr.
Jelcz M11 był hamowany za pomocą hamulców bębnowych. Średnica bębna wynosiła 420 mm, a szerokość okładzin 140/180 mm. Układ hamulcowy zasilany był sprężonym powietrzem według systemu Knorr. Oprócz hamulca roboczego był hamulec ręczny sprężynowy.

### Nadwozie

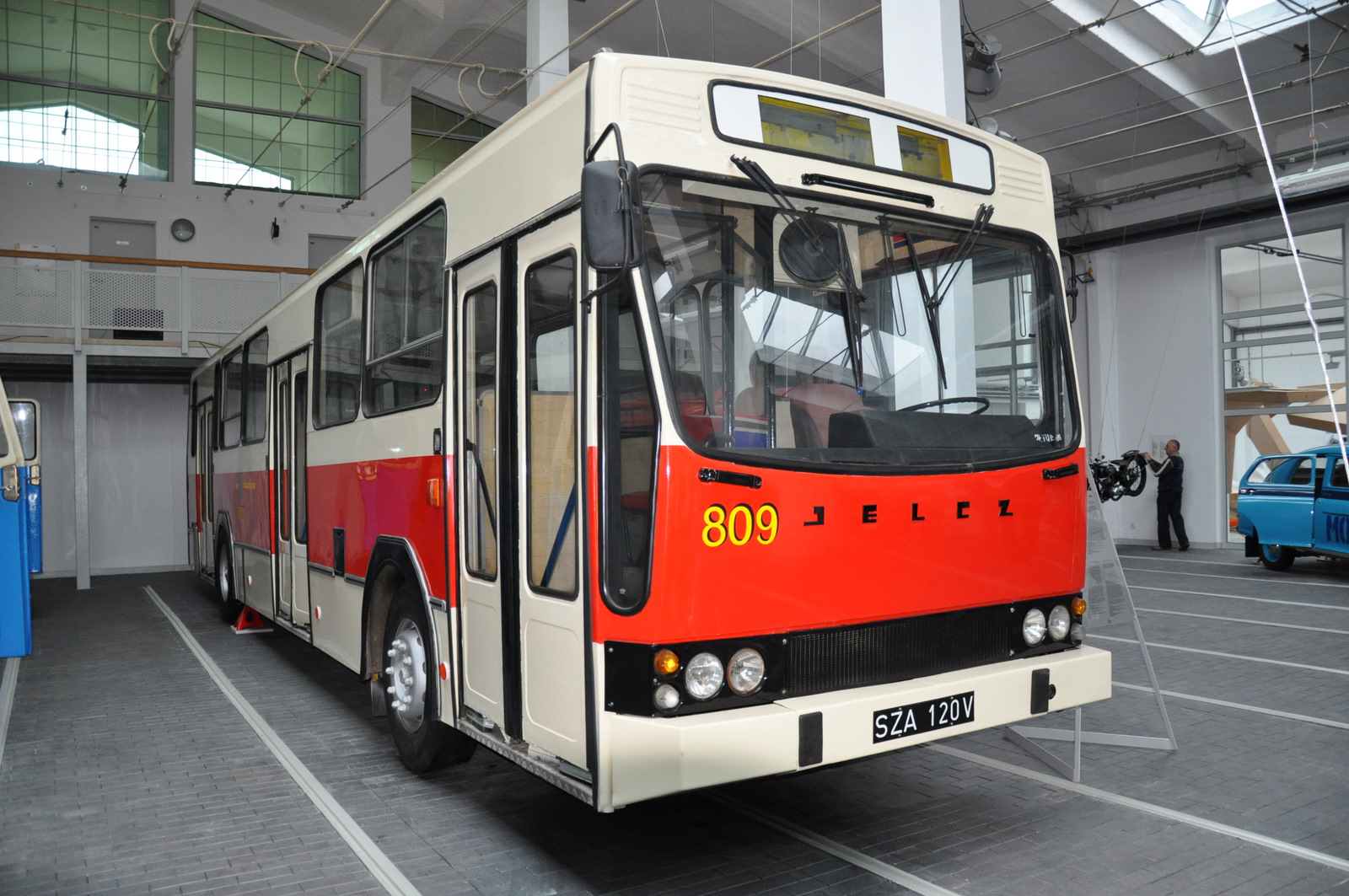
Jelcz PR110

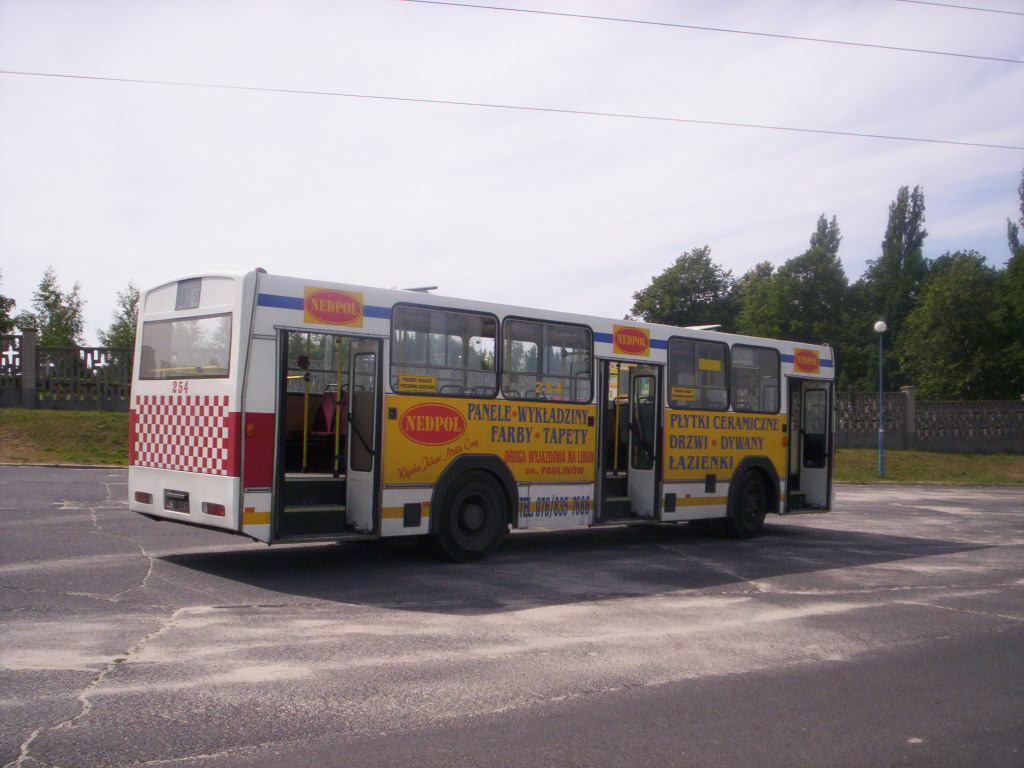
Jelcz M11 z otwartymi drzwiami

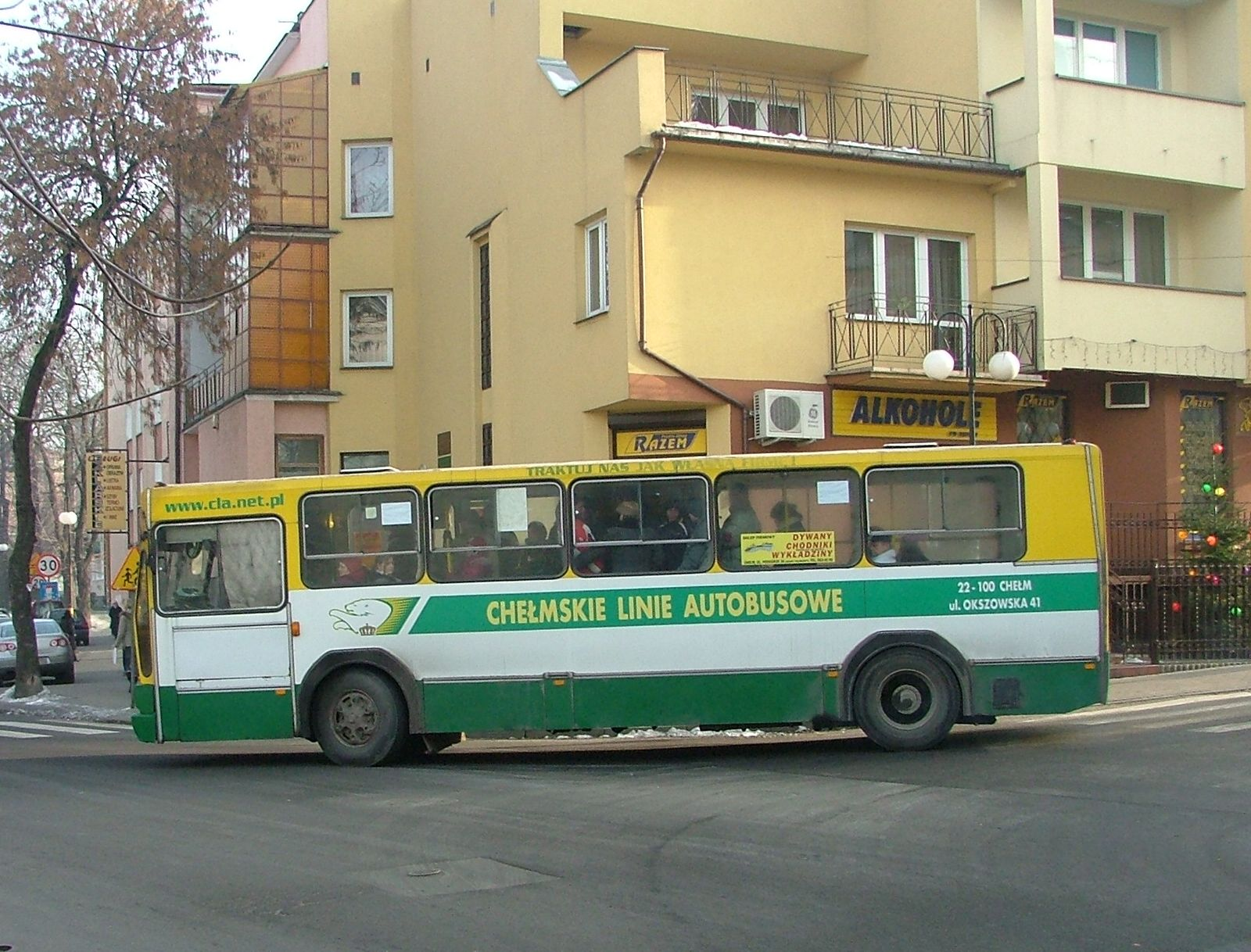
Jelcz M11 przebudowany w warsztatach Chełmskich Linii Autobusowych (skrócenie o metr)

Jelcz M11 otrzymał zmodyfikowane nadwozie Jelcza PR110 skrócone o metr. Szkielet przyspawany był do kratownicy płyty podłogowej. Dolna część kratownicy (do linii okien) była kopią konstrukcji Ikarusa 260. Ze względu na ciężar płyty podłogowej i słabszą niż w Ikarusach konstrukcję kratownicy nadwozia ramy były narażone na pękanie, co decydowało o wcześniejszej w porównaniu do Ikarusów kasacji pojazdów. W wyniku modernizacji problem ten został częściowo rozwiązany, jednakże stan dróg oraz przeładowania podróżnymi powodowały, że pęknięcia ram nadal się zdarzały. Polskie nadwozie w porównaniu do węgierskiego dawało znacznie lepsze pole widzenia kierowcy (zastosowanie trójkątnych szyb w narożnikach).

#### Kratownica i karoseria
Do budowy Jelczy M11 użyto gotowych kratownic podwoziowych autobusów Ikarus 260. Zmodyfikowano je poprzez likwidację podestu pod kierowcą ze względu na inną konstrukcję ściany przedniej obu autobusów. W Jelczu M11/L11 kierowca siedzi o stopień niżej. Zmianę tę wprowadzono po testach prototypów jeszcze z podestem. Do gotowej kratownicy ikarusa 260 zaadaptowano nadwozie o stylistyce znanej z autobusów Jelcz PR110M..

#### Drzwi
Drzwi Jelcza M11 były w układzie 2-2-2, otwieranie centralnie przez kierowcę za pomocą siłowników pneumatycznych, sterowanymi elektrycznie według systemu Westinghouse. Skrzydła drzwi były niełamane, otwierane do środka.

#### Siedzenia
Siedzenia były typu miękkiego. Pokryte były skóropodobnym tworzywem (skaj), a w środku wyściełane gąbką. Siedzenia pochodziły z Jelcza PR110M. Fabrycznie Jelcze M11 były wyposażane w 30 miejsc siedzących. Układ siedzeń był inny niż w przypadku Ikarusa 260, w którym znajdowały się tylko 22 siedzenia. Zmiana układu siedzeń spowodowała zmniejszenie liczby miejsc stojących o 10, przez co liczba miejsc ogółem zmniejszyła się z 102 do 100. Jednakże zmiana układu siedzeń pozwalała na szybszą wymianę podróżnych, mimo zwiększenia liczby miejsc siedzących.

#### Ogrzewanie i wentylacja
Jelcz M11 był ogrzewany układem wodnym (w odróżnieniu od Ikarusa 260, który miał piec powietrzny). Autobus był wyposażony w piec wodny Sirokko (analogicznie jak w Ikarusie 280). W jednym autobusie znajdowało się pięć nagrzewnic, z czego jedna nagrzewała kabinę kierowcy. Wentylacja była swobodna poprzez otwierane szyby oraz szyberdachy.

#### Instalacja elektryczna i oświetlenie
Instalacja elektryczna Jelcza M11 była typowa dla tego typu pojazdów. Całość instalacji działała pod napięciem 24V. Prąd elektryczny wytwarzany jest przez alternator z regulatorem. W przypadku, kiedy silnik nie pracuje, instalacja jest zasilana z akumulatorów EN 12 EXM/2x12 o pojemności 180Ah.
Wnętrze było oświetlane za pomocą świetlówek podsufitowych w dwóch pasach wzdłuż przestrzeni pasażerskiej. Z zewnątrz znajdują się tradycyjne żarówki przesłonięte kolorowymi kloszami.

## Jelcz M17
Nigdy nie było planów produkcji Jelcza M17. Nieporozumienie wynika z rysunku i zdjęcia dwóch Jelczy M11 w pozie mogącej sugerować, że pracuje się nad wersją przegubową autobusu. Jelcz w tych latach pracował nad autobusami przegubowymi własnej konstrukcji.
W latach 1982–1992 sprowadzono do Polski Ikarusy 160P, koprodukcji polsko-jugosłowiańskiej. Pojazdy te mimo znacznego stopnia podobieństwa nie są wersją przegubową Jelcza M11 ani Ikarusem 280 o zmienionym nadwoziu. Autobusy te opierają się na innej płycie podłogowej, która jest nieco dłuższa oraz ma nieco niżej podłogę. Dodatkowo jugosłowiański Ikarus to inna firma niż jego węgierski imiennik.